# 못말리는 서스펙트
《못말리는 서스펙트》(영어:  Getting Away with Murder)는 미국과 영국에서 제작된 하비 밀러 감독의 1996년 블랙 코미디 영화이다. 댄 애크로이드 등이 출연하였고, 페니 마셜 등이 제작에 참여하였다.

## 출연진
- 댄 애크로이드 - 잭 램버트 역
- 릴리 톰린 - 잉가 뮬러 역
- 잭 레먼 - 맥스 뮬러 / 카를 루거 역
- 보니 헌트 - 게일 홀랜드 의사 역
- 브라이언 커윈 - 마티 램버트 역
- 제리 애들러 - 판사 역
- 로버트 필즈 - 로크 경사 역
- J. C. 퀸 - 스탠리 형사 역
- 마리사 치바스 - 리즈 램버트 역
- 리노 로마노 - 학생 5 역
- 데이브 니컬스 - 브라우넬 변호사 역
- 웨인 롭슨 - 바텐더 역

## 기타 제작진
- 배역: 실라 재피, 조지앤 워컨
- 미술: 존 제이 무어
- 의상: 주디스 R. 겔먼

## 우리말 녹음
KBS 성우진 (2001년 10월 21일)
- 유해무 - 잭 (댄 애크로이드)
- 나수란 - 잉가 (릴리 톰린)
- 최흘 - 루거 (잭 레먼)
- 임은정 - 게일 (보니 헌트)
- 안종국 - 스탠리 (J. C. 퀸)
- 윤병화 - 브라우넬 (데이브 니컬스)
- 이봉준 - 버나드 쇼 (버나드 쇼)
- 김정미
- 김수중 - 마티 (브라이언 커윈)
- 박규웅 - 로크 (로버트 필즈)
- 전인배 - 기자
- 황재경 - 버티스타
- 김희선 - 리즈 (마리사 치바스)
- 김우정 - 형사